# 失钵屈阿栈
失钵屈阿栈，7世纪黠戛斯（堅昆部）“俟利发”（君主），阿热氏。
“俟利发”为官号，相当于君主，职位极崇，掌一方军权。开始受薛延陀制约，薛延陀被灭后，在唐太宗贞观二十二年（648年），亲率使团至长安（今西安）朝觐唐朝贡献方物。受到唐太宗殊遇，设宴欢迎，热情款待。在酒宴上，他向唐太宗请封，表示“臣既一心归国，望得到官职，执笏而已”。唐太宗在黠戛斯地区设立坚昆都督府，隶属于燕然都护府管辖。任命他其左屯卫（一说右屯卫）大将军，兼坚昆都督。黠戛斯于是成为唐朝羁縻州，进入唐朝版图。其部落时来朝贡。